# Clóvis Bueno
Clóvis Bueno (Santos, 1940 - Río de Janeiro, 25 de junio de 2015) fue un director de arte y cineasta brasileño.

## Biografía
Actor, director, cenógrafo, director de arte, figurista, autor y asistente de director de cine.
Actuó en el teatro en las décadas 60 y 70 como actor, director, cenógrafo y figurista. Fue director de arte de Jugueteando en los Campos del Señor (dirigido por Hector Babenco y producido por Saul Zaentz, de Amadeus, Extraño en el Nido, La Insustentável Leveza del Ser y El Paciente Inglés) y del Beso de la Mujer Araña (Hector Babenco), que recibió Oscar de Mejor Actor para William Hurt.

## Filmografía
Director de Arte
- 2010 - High School Musical: El desafío
- 2007 - El hombre que desafió el diablo
- 2006 - Los desafinados
- 2004 - La Dueña de la Historia
- 2004 - Donde Anda Usted
- 2002 - Lara
- 1999 - Orfeu
- 1998 - Amor & Cia
- 1995 – Las Niñas
- 1995 – El Monje y la Hija del Carrasco
- 1994 - Niño Maluquinho - La Película
- 1993 - Era Una Vez en el Tíbet
- 1993 - Vacantes para moças de Fino Trato
- 1989 - Doida Demás
- 1987 - Feliz Año Viejo
- 1986 - El Color de su Destino
- 1985 - El Beso de la Mujer Araña
- 1984 - Águila en la Cabeza
- 1982 – Los Tres Palhaços y el Niño
- 1981 - Pixote, la Ley del Más Débil
- 1981 - Fruto del Amor
- 1981 – El Secuestro
- 1981 – El Torturador
- 1981 - Viaje al Cielo de la Boca
- 1978 – El Escogido de Iemanjá
- 1976 – El Padre del Pueblo

Dibujante de producción
- 2003 - Carandiru
- 1998 - Kenoma
- 1997 - La Ostra y el Viento
- 1995 - Jenipapo
- 1994 - Lamarca
- 1992 - Kickboxer 3: The Art of War
- 1991 – Jugueteando en los Campos del Señor
- 1988 - Jorge, un Brasileño
- 1988 - Misterio en el Colegio Brasil
- 1985 – El Beso de la Mujer Araña
- 1985 - La Hora de la Estrella
- 1982 - Aventuras de Paraíba
- 1982 – India, la Hija del Sol

- 1987 - Feliz Año Viejo
- 1985 - The Emerald Forest
- 1982 - Aventuras de Paraíba
- 1982 - India, la Hija del Sol
- 1982 – Los Tres Palhaços y el Niño
- 1981 - Pixote, la Ley del Más Débil
- 1981 - Fruto del Amor
- 1981 - Viaje al Cielo de la Boca

Autor
- 2005 – Cafundó
- 1982 – Los Tres Palhaços y el Niño

- 2005 – Cafundó

Actor
- 2004 - La Dueña de la Historia

Gerente de producción
- 1982 - Mar del Pecado

En 2001, recibió un importante galardón, El  Premio de  Cine de Brasil Mejor Dirección de Arte por el trabajo en Castillo Rá-Tim-Bum.
En 2014, fue el profesional audiovisual homenajeado por la ABC (Asociación Brasileña de Cinematografia) durante a "Premio ABC 2014". Hector Babenco fue la persona a entregar el homenaje a la Clóvis Bueno,fue compañero en algunas de sus más importantes producciones (cómo "Jugueteando en los Campos del Señor", "Pixote", "El Beso de la Mujer-Araña" y "Caranandiru.